# Uluneem
Uluneem är en udde på Estlands nordkust utmed Finska viken. Den ligger i kommunen Viru-Nigula vald i Lääne-Virumaa, 100 km öster om huvudstaden Tallinn. Vid Uluneem är Estlands största flyttblock beläget. Det benämns Ehalkivi och är 7,6 meter högt. Väster om Uluneem ligger bukten Kunda laht och väster om den ligger udden Letipea neem och bortom den Narvabukten. 
Terrängen inåt land är platt. Havet är nära Uluneem norrut. Runt Uluneem är det mycket glesbefolkat, med 5 invånare per kvadratkilometer. Närmaste by är Letipea och närmsta större samhälle är Kunda, 6,1 km sydväst om Uluneem. I omgivningarna runt Uluneem växer i huvudsak blandskog.